# Grau de Montmany
El Grau de Motnmany és un pas de corriol de muntanya situat a 786,9 metres d'altitud en el terme municipal de Sant Quirze Safaja, a la comarca del Moianès.
Està situat a la mateixa cinglera dels Cingles de Bertí, a l'extrem de llevant del terme de Sant Quirze Safaja i del poble de Bertí, molt a prop del límit amb el Figueró. És a prop i al sud-est de les restes de la masia del Sot del Grau i damunt i al nord-oest del poble de Montmany de Puiggraciós.